# Jeroen Dubbeldam
Jeroen Dubbeldam, né le 15 avril 1973 à Zwolle, est un cavalier de saut d'obstacles néerlandais.

## Palmarès

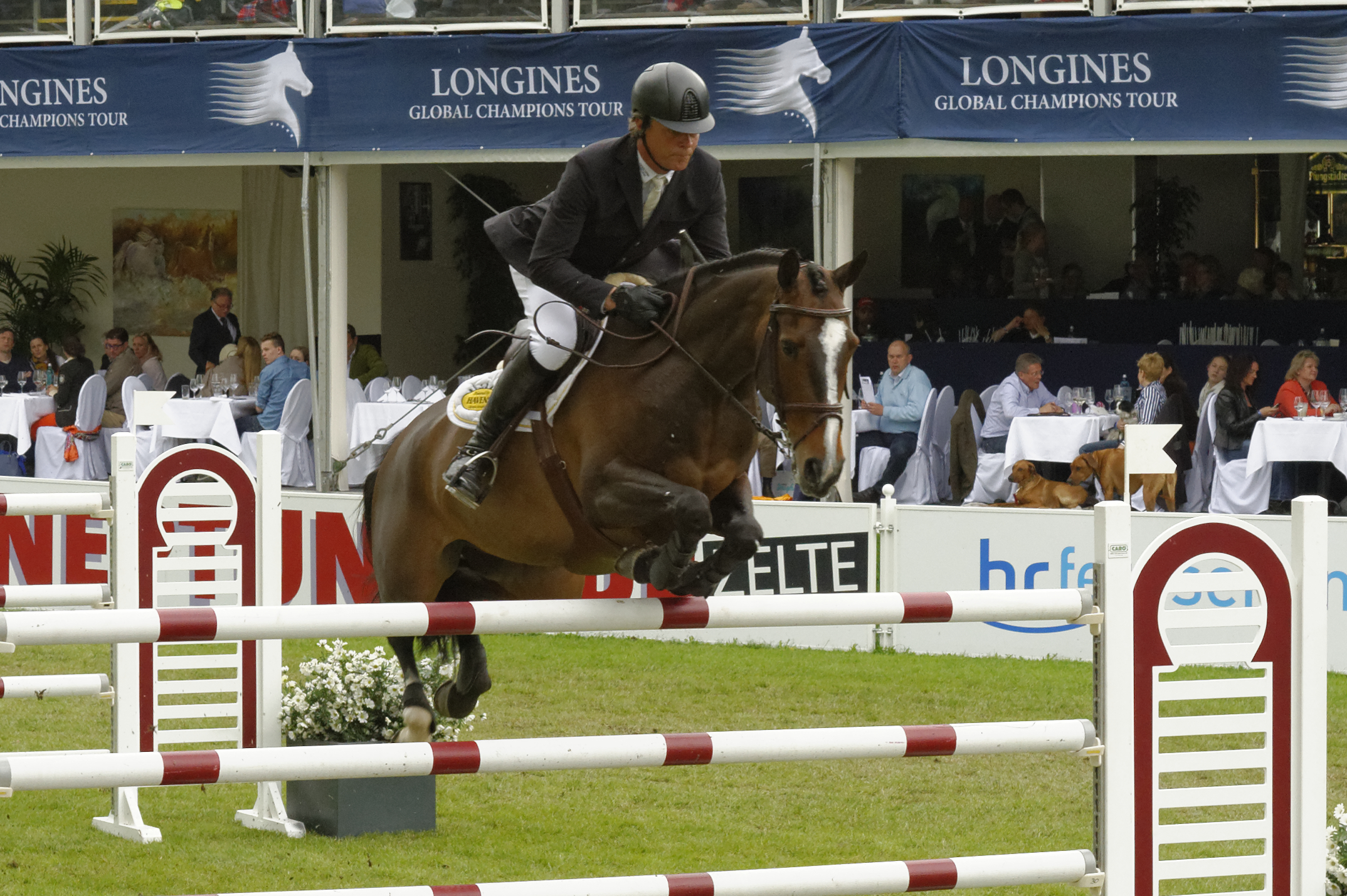
Jeroen Dubbeldam sur Utasha en 2013

- 1994 : médaille d'or individuelle et médaille de bronze par équipe aux championnats d'Europe des jeunes cavaliers à Athènes en Grèce avec Killarnety.
- 1999 : médaille de bronze par équipe aux championnats d'Europe de Hickstead en Grande-Bretagne avec BMC De Sjiem.
- 2000 : médaille d'or individuelle aux Jeux olympiques de Sydney en Australie avec BMC De Sjiem.
- 2005 : médaille de bronze par équipe aux championnats d'Europe de San Patrigano en Italie avec BMC Nassau.
- 2006 : médaille d'or par équipe aux Jeux équestres mondiaux d'Aix-la-Chapelle en Allemagne avec BMC Up and Down
- 2014 : médailles d'or en individuel et par équipe aux Jeux équestres mondiaux de Normandie 2014 en France au stade D'ornano à Caen avec  Zénith SFn
- 2015 : médailles d'or en individuel et par équipe aux Championnats d'Europe à Aix-la-Chapelle avec Zénith SFn